# Advanced Combat Helmet

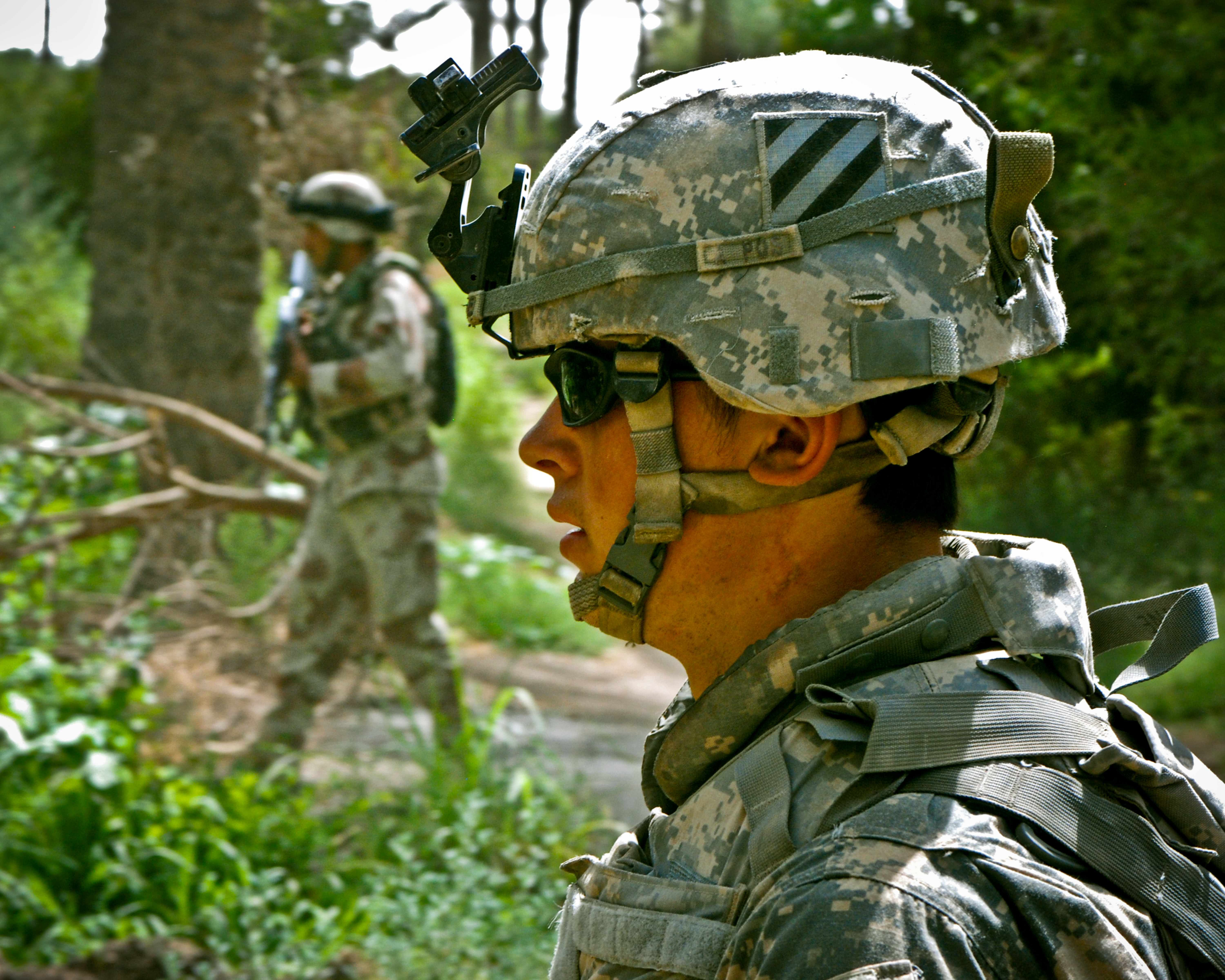
Шлем ACH, вид сбоку. По сравнению со шлемом PASGT меньшая площадь защиты со стороны затылочной части, шеи и ушных раковин. Пехотинец 3-й пехотной дивизии США осуществляет совместное патрулирование с рядовыми 8-й Иракской армии в районе Arab Jubour, 2007 год

Advanced Combat Helmet (ACH) – «Усовершенствованный боевой шлем». Бронешлем, находящийся на вооружении сухопутных войск США.
Advanced Combat Helmet разработан Нэтикским центром ‒ U.S. Army Soldier Systems Center в 2002 году в качестве защитного шлема следующего поколения. В 2003 году началась поставка шлема подразделениям различных видов вооружённых сил США. Расширенные поставки шлема ACH (партиями по 200 тыс. шт.) подразделениям сухопутных войск начались в июне 2006 года.
Шлем ACH пришел на замену шлему PASGT в сухопутных войсках. Также широко применяется в ВВС США и других видах вооружённых сил.
В августе 2005 года была произведена авансовая оплата трёх контрактов на поставку шлемов ACH общей стоимостью 270,7 млн долл. в рамках поставки опытной партии (англ. First Article Test Lot). Срок действия контрактов 5 лет. Компании подрядчики: Specialty Defense Systems Inc. (Данморе, шт. Пенсильвания), Mine Safety Appliances Co. (Ньюпорт, шт. Вермонт), и Gentex Corp. (Карбондейл, шт. Пенсильвания). В 2006 году компания ArmorSource получила контракт на поставку 102 тыс. шлемов ACH, контракт был выполнен.
Как сказано на сайте одного из производителей, компании Gentex Corp., в основу разработки шлема ACH положены требования сухопутных войск к функциональным характеристикам шлема по бронестойкости, ударной прочности, фиксации и ряду других защитных аспектов. Начиная с 2014 фин. года сухопутные войска США проводят плановую замену шлема ACH на новый защитный шлем ECH - Enhanced Combat Helmet улучшенной конструкции, защитная часть которого выполнена на основе высокомолекулярного ПЭ волокна. Шлем ECH также принят на снабжение ВВС, ВМС и КМП США.

## Конструкция шлема

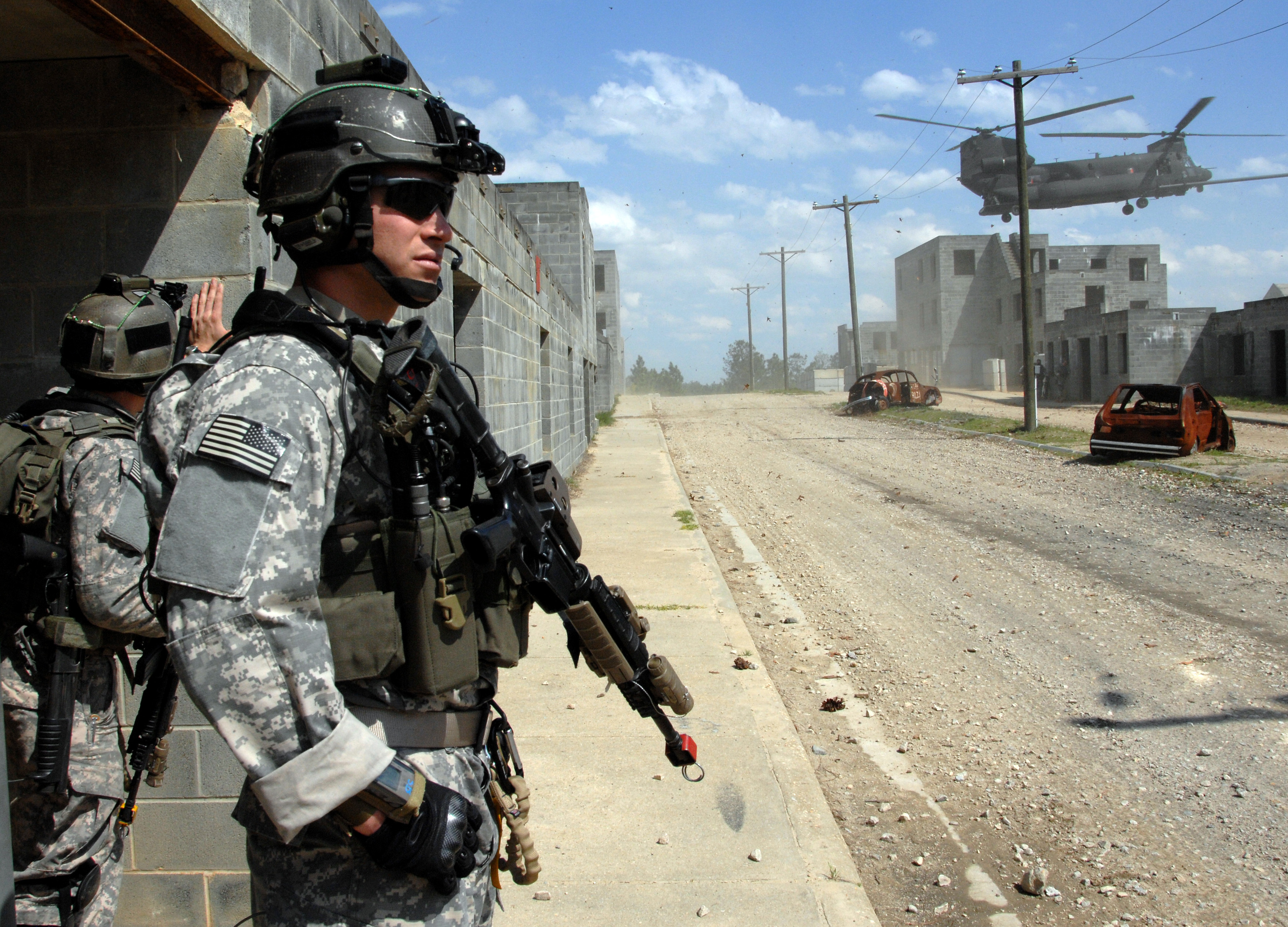
Военнослужащий диверсионно-разведывательного подразделения СВ США в шлеме MICH, на базе которого создан АСН

ACH является дальнейшим развитием шлема Modular Integrated Communications Helmet (MICH), который создавался для командования специальных операций СВ США. Начало разработки MICH 1997 год. Всего были разработаны три варианта шлема:  MICH TC-2000, MICH TC-2001 и MICH TC-2002. 
MICH принят на вооружение СВ США в 2002 году в качестве основного шлема, при этом в СВ получил новое наименование Advanced Combat Helmet
По форме и обводам шлем АСН практически идентичен шлему MICH TC-2000. Фактически шлем АСН представляет собой MICH, с которого сняты все элементы (гарнитуры) связного и иного оснащения (фонарь Strob, микрофоны, ПНВ и устройство отображения информации от прицела оружия).
В сравнении со шлемом PASGT, у АСН на 8 процентов уменьшена площадь защиты , убран передний выступ - «козырёк» (англ. front brow) для улучшения обзора вверх, также для облегчения установки планок крепления прибора ночного видения (night-vision goggle). Боковые края шлема подняты таким образом, что весь нижний край шлема за висками «плоский» в сравнении с PASGT, у которого задняя поверхность выгнута наружу. Данная особенность обеспечивает лучшую совместимость с различными гарнитурами связного оборудования (communications headsets), а также лучшую слышимость при отсутствии такого оборудования. В результате достигнуто увеличение поля зрения и улучшено восприятие звукового фона, что в совокупности обеспечивает лучшее владение боевой обстановкой бойцом по сравнению со шлемами предшествующего поколения.
В итоге командование сухопутных войск пришло к заключению, что преимущества шлема с низким профилем перевешивают недостатки, связанные с меньшей площадью защиты, особенно в условиях современных операций в городской среде.
Защитная часть шлема выполнена из органотекстолита на основе новой улучшенной разновидности ткани кевлар. «Поверхностная плотность», по крайней мере, первых партий шлемов АСН составляла 11 кг/м², при толщине защитной части 8,13 мм, характеристики противоосколочной стойкости по V50, приведены в таблице ниже. ACH по стойкости к 9-мм полнооболочечной пуле (массой 8,04 г) превосходит шлем PASGT.
Чехлы в камуфляжной окраске MultiCam для Advanced Combat Helmet были поставлены в конце 2009 года подразделениям, развернутым в Афганистане.
| Размер  | Общая масса шлема, г |
| ------- | -------------------- |
| Small   | 1330                 |
| Medium  | 1390                 |
| Large   | 1500                 |
| X-Large | 1760∞                |

Примечание: ∞ по другим данным (Armorsource: AS-500 ACH) масса X-Large: 1630 г.
| Масса осколка, г                                             | 0,13 | 0,259 | 1,04 | 4,15 | 1,1 (FSP) |
| ------------------------------------------------------------ | ---- | ----- | ---- | ---- | --------- |
| Предельная скорость пробития V50, м/с (минимальные значения) | 1280 | 1059  | 754  | 533  | 670*      |

2. *Фактическая стойкость к имитатору  FSP 1,1 г составляет 700 м/с.

## Дальнейшее развитие
Новый вариант шлема ACH - Generation II Lightweight Advanced Combat Helmet, или LW ACH, легче оригинального ACH на 450 грамм при сохранении уровня его стойкости (на практике легче на 110...120 г, см. табл.). Обеспечивает защиту от широкого спектра мелких осколков и пистолетных пуль.
Первым подрядчиком минобороны США по поставке нового шлема LW ACH стала компания ArmorSource, получившая контракт на поставку в течение 2016 года 105 тыс. шлемов LW ACH, собственное (внутри компании) обозначение изделия - модель AS-505. ArmorSource приводит несколько иные данные по массам шлема. При геометрии штатного шлема ACH/MICH, массы размерного ряда шлемаов: S = 1,22 кг; M = 1,27 кг; L = 1,38 кг; XL = 1,62 кг.